# Библиотека Научного общества имени Тараса Шевченко
Библиоте́ка Нау́чного о́бщества и́мени Тара́са Шевче́нко (укр. Бібліотека Наукового товариства ім. Шевченка) — научная библиотека, основанная 1894 году Научным обществом имени Шевченко.

## Общие сведения
Библиотека Научного общества имени Тараса Шевченко является первой и единственной научной украиноведческой библиотекой. Одним из её основателей стал Александр Конисский. Среди руководителей были такие библиографы, как И. Кревецький и В. Дорошенко.

## Фонды
Библиотека специализировалась на важнейших украинских и международных изданиях об Украине. В 1914 году библиотека располагала 70 тысячами томов книг и около 500 рукописей. В 1938 году книг стало более 200 тысяч томов, и порядка 1500 рукописей.

## Судьба после 1940 года
В 1940 году, после присоединение Западной Украины к СССР, фонды библиотеки были переданы в библиотеку АН УССР. Теперь это Львовская научная библиотека имени В. Стефаника.

## Настоящее время
После 1947 года Научным обществом имени Шевченко был сформирован ряд библиотек в разных городах мира. В частности, в Нью-Йорке (США), Сарселье (близ Парижа, Франция), Торонто (Канада), Мельбурне (Австралия). Кроме того, с восстановлением в 1989 году отделения общества во Львове, здесь также начато формироваться новое библиотечное собрание. Это, в значительной мере происходит за счёт пожертвований учреждений и граждан украинской диаспоры.